# Comuna Krasna Poleana, Ciornomorske
Krasna Poleana (în ucraineană Красна Поляна) este o comună în raionul Ciornomorske, Republica Autonomă Crimeea, Ucraina, formată din satele Krasna Poleana (reședința), Kuznețke și Vnukove.

## Demografie
Componența lingvistică a comunei Krasna Poleana
     Rusă (73,78%)
     Ucraineană (16,9%)
     Tătară crimeeană (8,28%)
     Alte limbi (0,25%)
Conform recensământului din 2001, majoritatea populației comunei Krasna Poleana era vorbitoare de rusă (73,78%), existând în minoritate și vorbitori de ucraineană (16,9%) și tătară crimeeană (8,28%).